# Croix-Moligneaux
Croix-Moligneaux é uma comuna francesa na região administrativa de Altos da França, no departamento de Somme. Estende-se por uma área de 7,88 km². Em 2010 a comuna tinha 280 habitantes (densidade: 35,5 hab./km²).